# Архангельское (музей-усадьба)
Музей-усадьба «Архангельское» (Федеральное государственное бюджетное учреждение культуры Государственный музей-усадьба «Архангельское») — историко-художественный музей, созданный в 1919 году на части территории усадьбы Архангельское, которая была национализирована в 1918 году.

## Послереволюционные годы и гражданская война
После Октябрьского переворота 1917 года имение Юсуповых Архангельское было отобрано у законных владельцев и объявлено собственностью "советского государства". Распоряжаться им стал  земельный отдел Павловского волостного совета Звенигородского уезда. По просьбе служащих усадьбы Военно-Революционный комитет гарантировал неприкосновенность Архангельского, её смотрителем был назначен А. К. Логинов, ранее работавший у Юсуповых. С 1 января 1918 года сохранность усадьбы обеспечивалась Комиссией по охране памятников при Моссовете, позднее преобразованной в Отдел по делам музеев при Наркомате просвещения. Сотрудники Отдела проводили опись собраний усадьбы, некоторые ценные экспонаты были перевезены в Москву. В октябре 1918 года Архангельское постановлением Совета Народных Комиссаров, вместе с ещё двумя подмосковными усадьбами — Останкино и Кусково, было национализировано. Согласно постановлению СНК все сооружения и парковые угодья названных усадеб должны были сохраняться «в неприкосновенности», в них должны были быть созданы музеи, открытые для посещения. В ситуации, когда вопрос о сохранении культурного наследия на местах не имел первостепенной важности и даже считался «защитой старых устоев», национализация являлась спасением для бывших дворянских усадеб.
Фактически Архангельское стало музеем ещё до выхода в свет постановления СНК — уже в июне-июле 1918 года в усадьбе проводились экскурсии. Официальной же датой открытия музея считается 1 мая 1919 года. Его первой заведующей стала Вера Авенировна Фревиль, проработавшая в этой должности до 1927 года. Во дворце экскурсии проводились по четвергам, воскресеньям и праздничным дням. В программу входило посещение дворца, библиотеки, каретного сарая и театра Гонзаги.
В годы гражданской войны отсутствие средств не позволяло проводить в усадьбе ремонтные работы. В связи с аварийным состоянием был закрыт театр. Дворец не отапливался, из-за прохудившейся кровли водой был залит Екатерининский зал. Для сохранения ценнейших экспонатов музея был организован их вывоз в Москву — в хранилище Национального музейного фонда, а также Музей изобразительных искусств, Исторический музей, «Кусково» и другие. Часть коллекции Архангельского так и осталась в собраниях других музеев.
Многие годы усадебные постройки занимали различные учреждения, в том числе ОГПУ и Лечебно-санитарным управлением Кремля, которые использовали их не по назначению. Один из дворцовых флигелей был предоставлен в распоряжение детской колонии, в оранжерейном корпусе местный культурно-просветительский кружок ставил спектакли и проводил лекции. Правый оранжерейный флигель вместе с павильоном «Каприз» занимал санаторий для красноармейцев («Красная санатория»). Усыпальница Юсуповых была передана Земотделу, позднее ей распоряжалась районная ячейка РКСМ. На втором этаже дворца находилась квартира Н. И. Седовой, бывшей в 1918—1928 годах заведующей музейным отделом Наркомпроса, и Л. Д. Троцкого. Ради приспособления для проживания в зимний период были перестроены левое крыло и комнаты второго этажа. В 1920-х годах музейный комплекс перенёс три пожара (1920, 1923, 1927). В результате одного из них был утрачен правый флигель Лавровой оранжереи, также носивший название «Зимний дворец».

## Конец 1920-х — 1930-е годы
С середины 1920-х годов количество посетителей музейного комплекса увеличилось настолько, что малочисленный штат работников Архангельского не справлялся с их потоком. Зачастую экскурсионные группы сопровождали сторож или уборщица.
В начале 1928 года в связи с расширением территории, занимаемой санаторным комплексом, Моссовет запретил проведение экскурсий в Архангельском, так как посетители якобы загрязняли Рублёвский водопровод. Однако заведующий музеем А. Найдышев доказал, что доля загрязнений охранной зоны посетителями не так велика, как доля загрязнений отдыхающими санатория.

## Фонд редкой книги
Музейная коллекция Фонда редкой книги насчитывала в 2012 году около 18 700 единиц хранения, в основном это тома из библиотеки Н. Б. Юсупова. Наиболее полный, известный на данный момент, перечень каталогов и описей 1900-х годов содержат рапорта и расписка Николая Викторовича Рождественского (1877—1920). По мнению исследователей, любопытны сведения о неких двух «сериях» книжных шкафов (и двух сериях каталогов как минимум 122-х книг) в старой библиотеке Архангельского.

## Нумизматика
1 апреля 2019 года Банк России выпустил в обращение памятные серебряные монеты серии "100-летие основания Государственного музея-усадьбы «Архангельское» номиналами 3 и 25 рублей.